# Holoparamecus johnsoni
Holoparamecus johnsoni is een keversoort uit de familie zwamkevers (Endomychidae). De wetenschappelijke naam van de soort werd in 1981 gepubliceerd door Wolfgang H. Rücker.